# دافيد لويز
دافيد لويز موريرا مارينهو (بالبرتغالية: David Luiz Moreira Marinho؛ مواليد 22 أبريل 1987) هو لاعب كرة قدم برازيلي يلعب حاليًا لصالح نادي فلامنغو البرازيلي، وكان يلعب مع نادي أرسنال في الدوري الإنجليزي الممتاز ومنتخب البرازيل لكرة القدم. يلعب غالباً في مركز الدفاع، ولكن يمكنه اللعب في مركز الوسط الدفاعي.
بعد أن بدأ مع فيتوريا، انتقل إلى بنفيكا، وظل مع النادي لمدة خمسة مواسم (ثلاثة كاملة). انضم إلى تشيلسي في يناير 2011، وفاز بدوري أبطال أوروبا خلال موسم 2011–12. في الموسم التالي فاز بالدوري الأوروبي 2012. في يونيو 2014، انتقل إلى باريس سان جيرمان مقابل 50 مليون جنيه إسترليني، وهو رقم قياسي عالمي للمدافع، وفاز بجميع المسابقات المحلية الأربعة على مدار موسميه في كرة القدم الفرنسية. عاد إلى تشيلسي في أغسطس 2016 في صفقة انتقال بقيمة 30 مليون جنيه إسترليني.
شارك دافيد بأول مباراة دولية له مع البرازيل في عام 2010 ومنذ ذلك الحين لعب أكثر من 50 مباراة دولية مع منتخب بلاده. كان جزءًا من الفريق البرازيلي الذي فاز بكأس القارات 2013 وصلت إلى الدور نصف النهائي من كأس العالم 2014، كما مثل بلاده في نسختين من بطولة كوبا أمريكا.

## مسيرته الكروية

### فيتوريا
ولد دافيد لويز في دياديما، ساو باولو، لـ لاديسلاو وريجينا مارينيو، ووصل إلى نادي فيتوريا ومقره السلفادور بعد أن تخلى عنه ساو باولو، وبدأ اللعب كلاعب خط وسط دفاعي، وترك الفريق تقريبًا بسبب أدائه السيئ في ذلك المركز. ومع ذلك، سرعان ما تم انتقاله إلى مركز قلب الدفاع وتكيف بشكل جيد.
شارك دافيد لويز بأول مباراة رسمية له مع فيتوريا في عام 2006، في التعادل 2–2 أمام سانتا كروز في كأس البرازيل لهذا الموسم. في أسوأ حالة في تاريخه، في دوري الدرجة الثالثة، صعد النادي في نهاية المطاف إلى الدرجة الثانية بعد ان انهوا الموسم في المركز الثاني، مع مشاركة لويز في ثماني مباريات من أصل تسع مباريات حاسمة مع النادي، وسجل هدفه الوحيد في الدوري في 3 سبتمبر 2006 في مباراة الفوز 2–0 على أرضه أمام كلوب أتلتيكو دو بورتو.

### بنفيكا
في 30 يناير 2007، انضم دافيد لويز إلى نادي بنفيكا في الدوري البرتغالي الممتاز كبديلعن ريكاردو روشا الذي انتقل إلى توتنهام هوتسبير. شارك في أول مباراة مع النادي في كأس الاتحاد الأوروبي أمام باريس سان جيرمان على ملعب بارك دي برينس، وشارك مواطنه أندرسون في وسط الدفاع، ليحل محل لويساو المصاب. خسر بنفيكا المباراة 2–1، لكنه تمكن من التأهل إلى الدور التالي بعد الفوز 4–3 في مجموع المباراتين.

### تشيلسي
في 31 يناير 2011، أكمل دافيد لويز انتقاله إلى نادي تشيلسي في الدوري الإنجليزي الممتازمقابل 25 مليون يورو، لمدة خمس سنوات ونصف، مع نيمانيا ماتيتش ينضم إلى بنفيكا في نهاية الموسم بعد انتقاله إلى فيتيسه في هولندا.

### باريس سان جيرمان

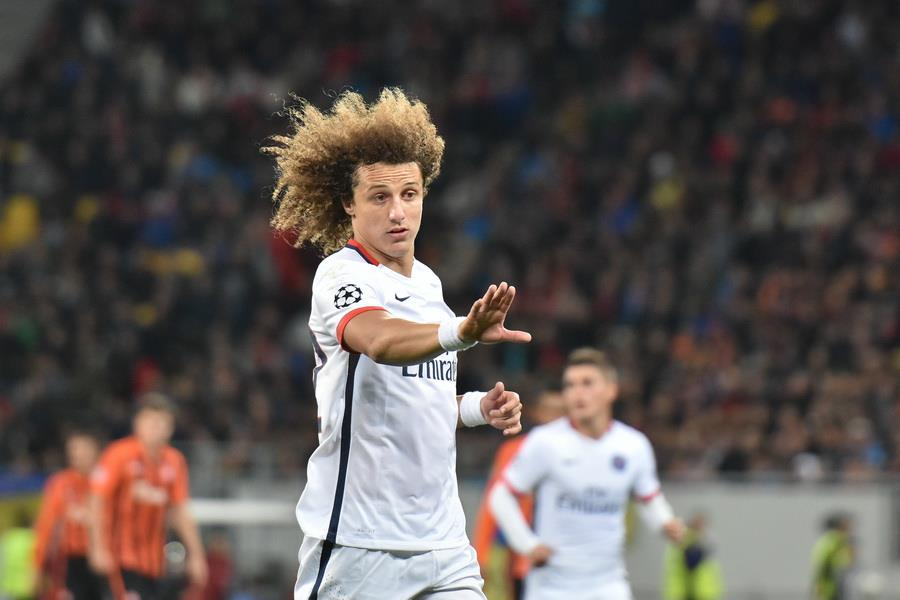
دافيد لويز يلعب مع باريس سان جيرمان في عام 2015

في 13 يونيو 2014، انتقل دافيد لويز إلى نادي باريس سان جيرمان في الدوري الفرنسي الدرجة الأولى مقابل رسوم انتقال قدرها 50 مليون جنيه إسترليني، وكان هذا هو الرقم القياسي العالمي لأغلى صفقة انتقال مدافع، ووقع عقد مدته خمس سنوات.
شارك في أول مباراة له في الدوري الفرنسي في 16 أغسطس، وشارك مواطنه ماركينيوس في قلب الدفاع حيث هزم باريس سان جيرمان باستيا 2–0 على ملعب بارك دي برينس. في 30 سبتمبر، سجل دافيد لويز هدفه الأول مع باريس سان جيرمان، وافتح مباراة الفوز 3–2 على أرضه أمام برشلونة في مرحلة المجموعات من دوري أبطال أوروبا. كان ينظر إليه كإدراج مفاجئ في فريق FIFA العالمي لهذا العام في. كان ينظر إلى إدراج اسمه ضمن قائمة فريق العام في حفل توزيع جوائز الكرة الذهبية لعام 2014 على انه حدث مفاجئ.
في 19 يناير 2015، سجل دافيد لويز أول هدف له في الدوري الفرنسي في مباراة هزيمة إيفيان 4–2. في 11 مارس، سجل هدفًا عند عودته إلى ستامفورد بريدج في دور الـ16 من دوري أبطال أوروبا، حيث تعادل باريس سان جيرمان مع ناديه السابق تشيلسي 2–2 ليخرج النادي الإنجليزي بسبب قانون أهداف خارج الديار. اعتذر عن الاحتفال بالهدف، قائلاً: إن ذلك كان نتيجة لمشاعر مفاجئة وليست خبثًا تجاه فريقه السابق.
في الموسم الأول لدافيد لويز مع النادي، فاز باريس سان جيرمان بثلاثية محلية لبطولة الدوري والكأس وكأس الرابطة الفرنسية بالإضافة إلى كأس الأبطال الفرنسي. في موسمه الثاني في النادي، كرر باريس سان جيرمان هذا الإنجاز مرة أخرى، بعد فوزه على مارسيليا في نهائي كأس فرنسا 2016.

### عودته لتشيلسي

#### موسم 2016–17
في 31 أغسطس 2016، عاد ديفيد لويز إلى تشيلسي قادمًا من باريس سان جيرمان، مقابل 34 مليون جنيه إسترليني، ووقع صفقة لمدة ثلاث سنوات. في 16 سبتمبر 2016، شارك للمرة الأولى على أرضه في مباراة الهزيمة 2–1 أمام ليفربول بعد استبعاد جون تيري لمدة عشرة أيام. في 31 يناير 2017، سجل دافيد لويز هدفه الأول لهذا الموسم من ضربة حرة أمام ليفربول على ملعب أنفيلد. سجل هدفه أول هدف له في الدوري الممتاز منذ أبريل 2013.
في 20 أبريل 2017، تم اختيار لويز في تشكيلة الموسم من بي أف أيه لموسم الدوري الإنجليزي الممتاز 2016–17.

#### موسم 2017–18

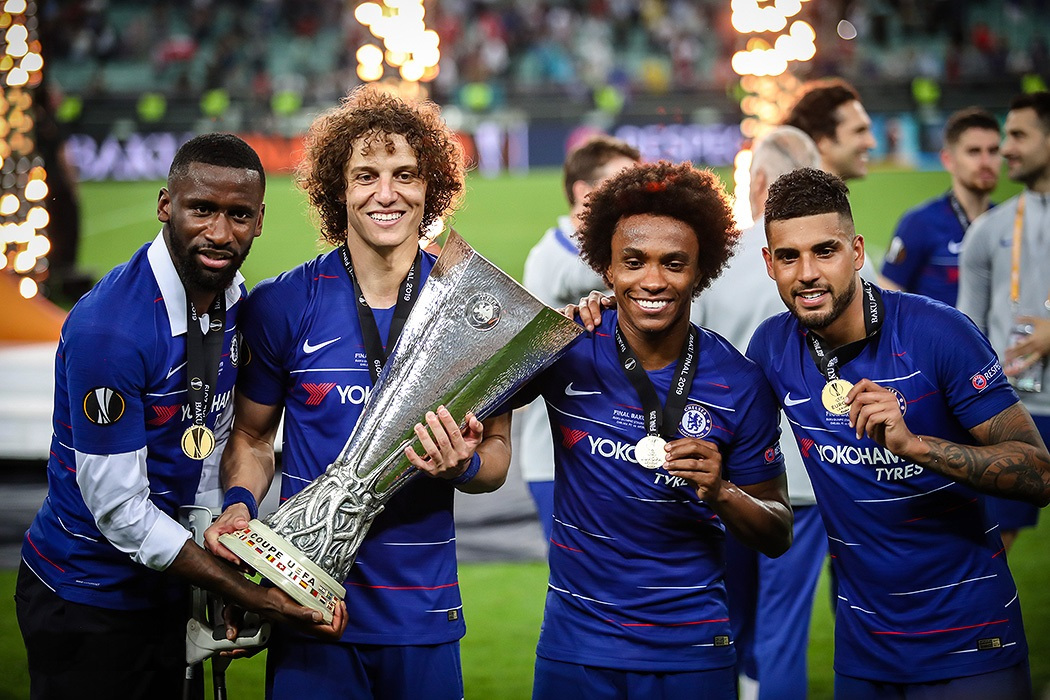
ديفيد لويز يحمل كأسالدوري الأوروبي بعد فوزه في النهائي مع تشيلسي.

تم اختيار لويز لمباراة تشيلسي الأولى في موسم الدوري الممتاز 2017–18، ضد بيرنلي في 12 أغسطس 2017، وسجل في وقت متأخر من مباراة الهزيمة 3–2. في 17 سبتمبر 2017، تلقى لويس بطاقة حمراء مباشرة بعد التحام مع سياد كولاشيناتس خلال مباراة التعادل 0–0 أمام أرسنال. أصبح لويز ثالث لاعب يتم طرده في اللقاءات الثلاثة الأخيرة بين الغريمين من لندن؛ بعد بيدرو خلال درع الاتحاد الإنجليزي وفيكتور موزيس خلال نهائي كأس الاتحاد الإنجليزي.

#### موسم 2018–19
سجل لويز هدفه الأول في الدوري الإنجليزي الممتاز 2018–19، في مباراة فوز تشيلسي 2–0 على ملعب مانشستر سيتي الذي لم يهزم من قبل في 8 ديسمبر. سجل ركلة جزاء الفوز بنتيجة 4–2 في مباراة الإياب لنصف نهائي كأس على أرضه أمام توتنهام هوتسبر في 24 يناير 2019.

### أرسنال
وقع نادي أرسنال مع دافيد لويز في 8 أغسطس 2019، من تشيلسي مقابل رسم بقيمة 8 ملايين جنيه إسترليني.

## مسيرته الدولية

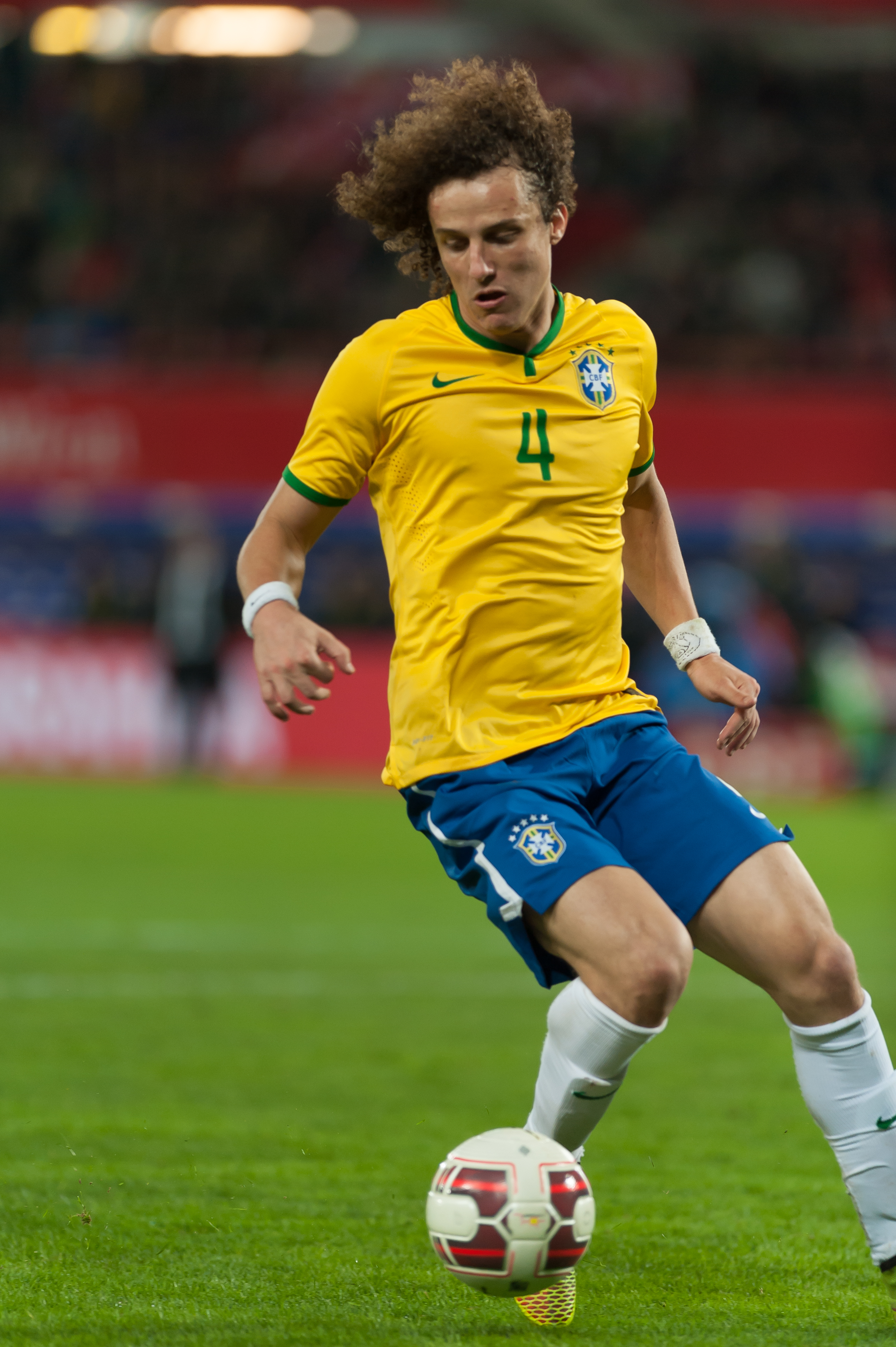
دافيد لويز مع منتخب البرازيل

لعب دافيد لويز مع منتخب البرازيل تحت 20 سنة في كأس العالم تحت 20 سنة 2007، وتم إقصاء منتخبه من دور الـ 16.

## الإنجازات

### النادي
بنفيكا

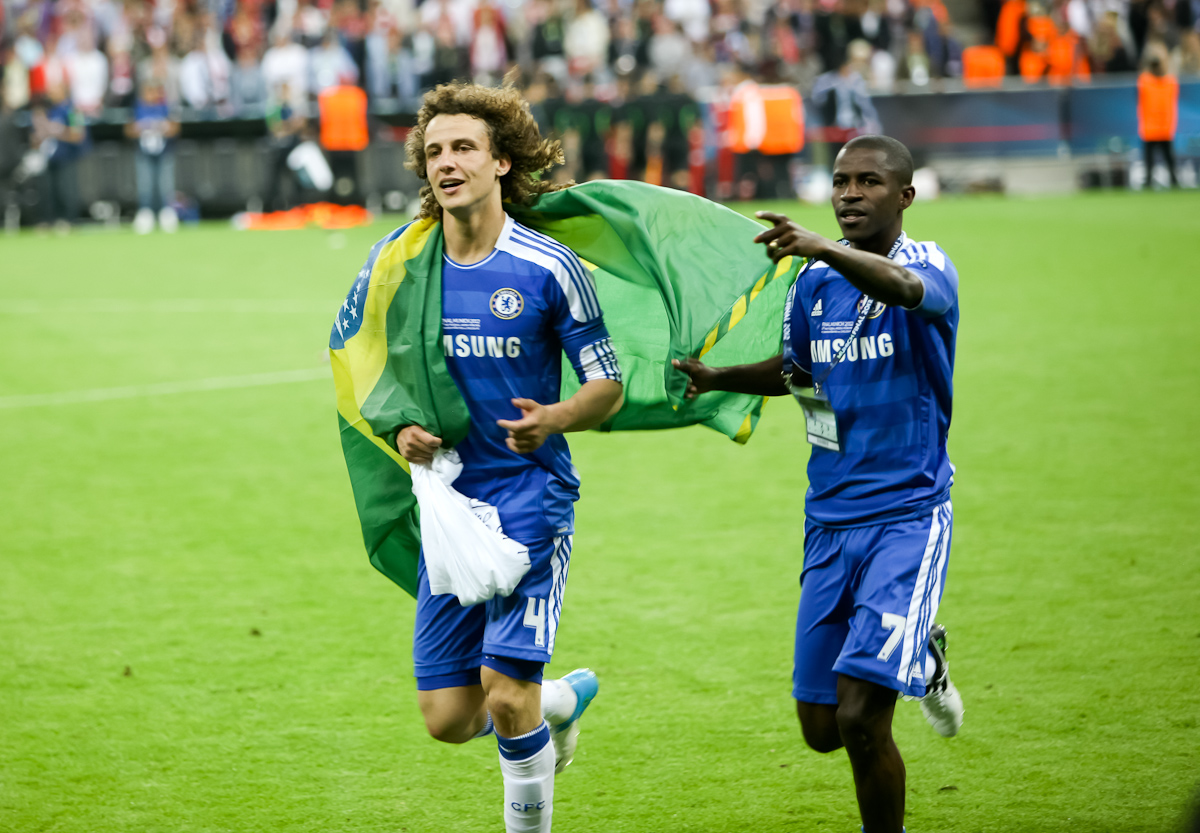
دافيد لويز (يسار) مع راميريز بعد الفوز بنهائي دوري أبطال أوروبا 2012

- الدوري البرتغالي الممتاز (1): 2009–10[42]
- كأس الدوري البرتغالي (3): 2008–09،[بحاجة لمصدر] 2009–10،[42] 2010–11[بحاجة لمصدر]

 تشيلسي
- الدوري الإنجليزي الممتاز (1): 2016–17[43]
- كأس الاتحاد الإنجليزي (2): 2011–12،[44] 2017–18؛[45] الوصيف: 2016–17[46]
- دوري أبطال أوروبا (1): 2011–12[47]
- الدوري الأوروبي (2): 2012–13،[48] 2018–19[49]
- كأس رابطة الأندية الإنجليزية المحترفة الوصيف: 2018–19[50]

 باريس سان جيرمان
- الدوري الفرنسي الدرجة الأولى (2): 2014–15، 2015–16
- كأس فرنسا (2): 2014–15،[52] 2015–16
- كأس الرابطة الفرنسية (1): 2015–16
- كأس الأبطال الفرنسي (2): 2015، 2016

### المنتخب
البرازيل
- كأس القارات (1): 2013[53]

### الفردية

لويز وكاسيو وباولو غيريرو (من اليسار إلى اليمين) يتسلمون جوائزهم الفردية بعد نهائي كأس العالم للأندية 2012.

- جائزة أفضل لاعب في الدوري البرتغالي (1): 2009–10[بحاجة لمصدر]
- لاعب الشهر في الدوري الإنجليزي الممتاز (1): مارس 2011[43]
- كأس العالم للأندية الكرة الفضية (1): 2012[54]
- كأس العالم فريق الأحلام (1): 2014[55]
- فيفبرو (1): 2014[56]
- فيفبرو الفريق الثاني (1): 2013[57]
- فيفبرو الفريق الثالث (2): 2015، 2017[58][59]
- الدوري الفرنسي فريق العام (2): 2014–15،[60] 2015–16[بحاجة لمصدر]
- تشكيلة الموسم من بي أف أيه (1): الدوري الإنجليزي الممتاز 2016–17[61]
- وسائل الإعلام الرياضية الأوروبية فريق الموسم (1): 2016–17[62]
- الدوري الأوروبي تشكيلة الموسم (1): 2018–19[63]

## وصلات خارجية
- دافيد لويز على موقع الاتحاد الدولي (مؤرشف)  (الإنجليزية)
- دافيد لويز على موقع الاتحاد الأوربي (الإنجليزية)
- دافيد لويز على موقع إي إس بي إن إف سي (الإنجليزية)
- دافيد لويز على موقع قاعدة بيانات كرة القدم.إي يو (الإنجليزية)
- دافيد لويز على موقع ليكيب (الفرنسية)
- دافيد لويز على موقع ناشيونال فوتبول تيمز (الإنجليزية)
- دافيد لويز على موقع Soccerbase.com (لاعب) (الإنجليزية)
- دافيد لويز على موقع Soccerway.com (الإنجليزية)
- دافيد لويز على موقع عالم كرة القدم.نت (الإنجليزية)
- دافيد لويز على موقع كووورة